# ジャハーンダール・シャー
ジャハーンダール・シャー（ヒンディー語：जहांदार शाह, ウルドゥー語：جہاںدار شاہ, Jahandar Shah, 1661年5月9日 - 1713年2月11日）は、北インド、ムガル帝国の第8代君主（在位：1712年 - 1713年）。第7代君主バハードゥル・シャー1世の長男。母はニザーム・バーイー。
父の死後、3人の弟アズィーム・ウッシャーン、ラフィー・ウッシャーン、ジャハーン・シャーを討ち、帝位を継承した。
しかし、その実権は帝位獲得に活躍した功労者ズルフィカール・ハーンに握られており、ジャハーンダール・シャーは彼を追い落とそうともした。
そのため、1713年にアズィーム・ウッシャーンの皇子ファッルフシヤルに敗れて殺害された。

## 生涯

### 皇位継承戦争と即位
1661年5月9日、ジャハーンダール・シャーは、ムガル帝国の皇帝バハードゥル・シャーの長男としてデカン地方で生まれた。
1712年2月27日、バハードゥル・シャー1世の死後、息子であるジャハーンダール・シャーと三人の弟アズィーム・ウッシャーン、ラフィー・ウッシャーン、ジャハーン・シャーたちの間で帝位をめぐり次の皇位継承戦争が始まった。
最有力者はベンガル太守のアズィーム・ウッシャーンであった。祖父アウラングゼーブにベンガルに派遣されて以来、ムルシド・クリー・ハーンの補佐をうけ、財源も豊かでベンガルに強力な軍隊を持っていた。
しかし、数カ月にわたる皇位継承戦争が終わると、ほかの三人を抹殺して帝位に就いていたのは長男ジャハーンダール・シャーだった。

### ズルフィカール・ハーンによる政治

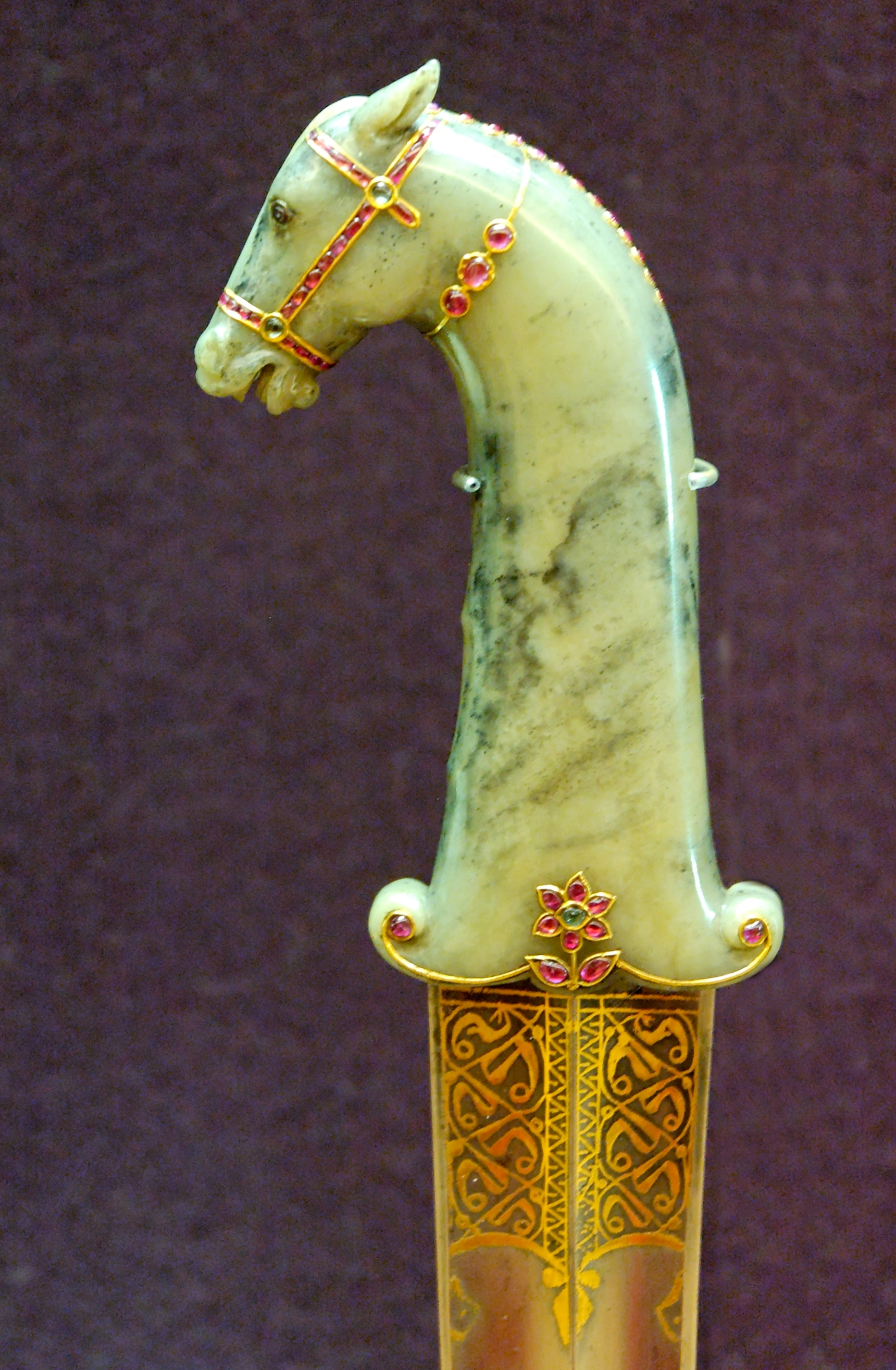
ズルフィカール・ハーンは名こそあまり知られていないものの、後期ムガル帝国における有能な臣の一人だった。

放蕩者で最もできが悪かったジャハーンダール・シャーが勝ち残れた理由は、当時最も有力だった貴族ズルフィカール・ハーンの支援を受けたからだった。そのため、ジャハーンダール・シャーの治世は、宰相であり財務大臣のズルフィカール・ハーンがその実権を握っていた。
ズルフィカール・ハーンは敗者の側についた多数の貴族を財産没収にするかあるいは処刑したものの、宮廷での自身の立場を確保し、帝国のために奔走した。
ラージプートとの間では、マールワール王アジート・シングをグジャラート太守に、アンベール王ジャイ・シング2世はマールワー太守に任命した。マラーターとの間では、1711年にズルフィカール・ハーンが結んだ私的な取り決めを、代理人ダーウード・ハーン・パンニーに再確認させた。アーグラ付近のバラトプルに依ったジャートのチューラーマン、ブンデールカンドの領主チャトラサールを懐柔した。しかし、1708年以降から対立していたパンジャーブのシク教徒とは講和せず、引き続き反乱を鎮圧しようとした。
また、ズルフィカール・ハーンは、先代バハードゥル・シャー1世によってジャーギールが膨張していたことをみて、それを抑えることで財政改革を図った。軍政面では、貴族や軍人に与えたマンサブ通りに兵員を維持させ、軍隊を維持しようとした。
ただ、ズルフィカール・ハーンは税収の確保のために、イジャーラーと呼ばれる徴税請負制度を設けたことは一つの過ちだった。この制度はアクバル時代の財務大臣トーダル・マルがかつて行ったように、一定の地租を徴収する代わりにその一定額を納める契約をザミーンダールらと結ぶものであった。ズルフィカール・ハーンはこの制度でザミーンダールらに絞れるだけ絞ることを許したため、農民たちはさらに搾取され、より一層の苦しみを与えることとなった。

### 破滅と死

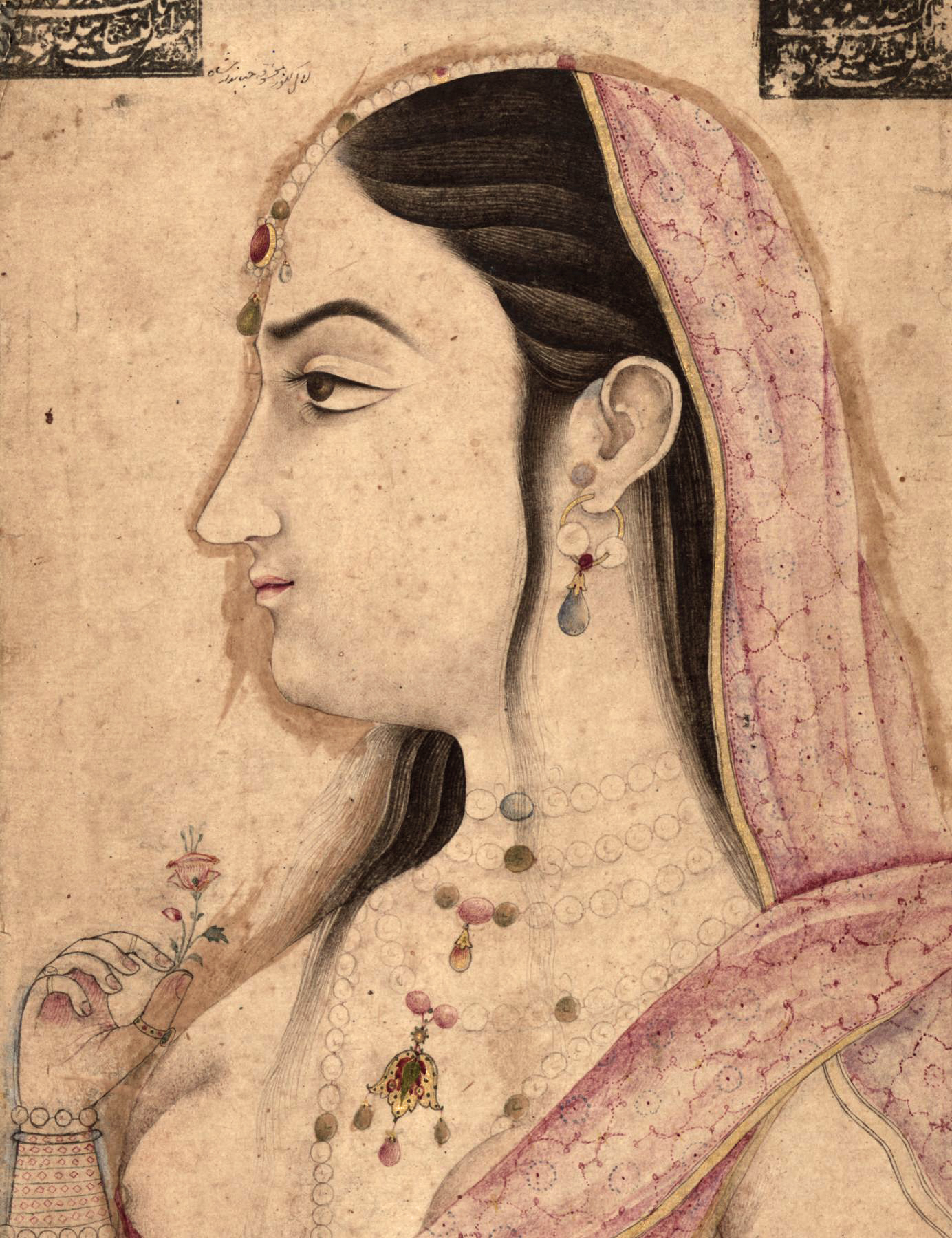
ラール・クンワール

ズルフィカール・ハーンが精力的に活動する反面、馬鹿で無能な皇帝ジャハーンダール・シャーは怠惰な生活を送っていた。彼はズルフィカール・ハーンに全幅の信頼などもたず、嫉妬深い貴族たちもまた、陰で同様に反抗していた。
そういった貴族らはズルフィカール・ハーンが野心を抱いており、彼が帝権を脅かすなどと讒言を言い、ジャハーンダール・シャーはそれらに恐怖するありさまだった。臆病なジャハーンダール・シャーは強大な宰相ズルフィカール・ハーンを解任することはしなかったが、ついにはその追い落としを考え、ひそかに陰謀をめぐらすほどだった。
また、ジャハーンダール・シャーは長年連れ添ってきた吟遊楽士の娘ラール・クンワールという女を正妃とし、その一族を重用した。正妃の座に平民身分の女をつけたことで、ジャハーンダール・シャーは味方の貴族たちも憤慨させ、彼から多くの貴族を離反させた。
こうした状況を、ベンガルに残された亡きアズィーム・ウッシャーンの遺児ファッルフシヤルは見逃さず、彼はベンガルのパトナで帝位を宣言した。ファッルフシヤルはジャハーンダール・シャーの軍と戦うため、ベンガルにおいて軍を召集し始めたが、彼はサイイド兄弟と呼ばれる二人と手を結ぶことにし、三者同盟軍はデリーへ進撃した。
ジャハーンダール・シャーはズルフィカール・ハーンとともに軍を集め、翌年1月10日に三者連合軍とアーグラ付近で対峙した（第二次サムーガルの戦い）。この対峙について、ハーフィー・ハーンはその状況を自身の伝記で、「人々はファッルフシヤルとジャハーンダール・シャーそれぞれの軍勢を見比べて、後者の勝利を予想した。だが、皇帝が育ちの悪い女（ラール・クンワール）をえこひいきして、粗野な連中とつるむのを好み、生まれの賤しい名もない者たちを重用したことに（略）貴族は愛想を尽かしていた。階級の高低を問わず、あらゆる軍人はファッルフシヤルの勝利に希望を見出した」述べている。
事実、皇帝軍は士気が衰えており分裂状態であり、一日で三者連合軍に簡単に打ち破られ、翌11日にファッルフシヤルがムガル皇帝に即位することとなった。
ジャハーンダール・シャーは捕えられたのち幽閉され、2月11日にファッルフシヤルの命により絞殺された。その死体はデリー城の城門に放置され、腐敗するままに任せられたという。一方、ズルフィカール・ハーンはファッルフシヤルへの臣従を請うたが、彼の支援したジャハーンダール・シャーがその父アズィーム・ウッシャーンを殺していたため許されず、同11日に彼も処刑された。

## 家族

### 父母
- バハードゥル・シャー1世
- ニザーム・バーイー

### 后妃

#### 正室
- ミールザー・ムカッラム・ハーンの娘
- アヌープ・バーイー
- サーイダトゥンニサー・ベーグム
- ラール・クンワール（インティアーズ・マハル）
- アアッズッディーンの母
- ジーナー・ベーグム

計6名。

#### 側室
なし。

### 息子
- アズハルッディーン
- アアッズッディーン
- アーラムギール2世
- イッズッディーン

計4人。

### 娘
- イファターラー・ベーグム
- ラビーフ・ベーグム
- アーディド・ウッザマーニー・サイードゥンニサー・バーグム

計3人。